# Argensola
Argensola (en catalán y oficialmente Argençola) es un municipio español de la provincia de Barcelona, en la comunidad autónoma de Cataluña, situado en la comarca de Noya. Tiene una población de 237 habitantes (INE 2024) y una extensión de 47,1 km² y se encuentra a 768 m de altitud.
Lo conforman ocho núcleos de población: Argensola, Clariana, Carbasí, Contrast, Plans de Ferran, Porquerissas, Santa María del Camí y Rocamora, y dos despoblados Albarells y La Goda.

## Geografía
Integrado en la comarca de Noya, se sitúa a 87 kilómetros de la capital catalana. El término municipal está atravesado por la autovía del Nordeste A-2 entre los pK 536 y 539, además de por la antigua carretera N-II y por las carreteras BV-2212, que permite la comunicación con Igualada y San Martín de Tous, y por la BV-2231, que conecta con la autovía, además de con Porquerissas y Santa María del Camí.
El relieve del municipio es montañoso y forma dos anchos valles, drenados por la riera de Clariana y el Torrent del Molí, los cuales acaban desembocando en el río Noya, que se forma como tal al norte del territorio por confluencia de distintos barrancos y torrentes. La altitud del municipio oscila entre los 793 metros al sureste (Serra de la Portella) y los 420 metros a orillas de la riera de Clariana. Los picos Clariana (674 metros) y Puig Gros (755 metros) son los más destacados del territorio.
| Noroeste: San Guim de Freixanet (Lérida) y Montmaneu | Norte: San Guim de Freixanet (Lérida) y Veciana (exclave)     | Noreste: Jorba              |
| Oeste: Montmaneu y Talavera (Lérida)                 |                                                               | Este: Jorba                 |
| Suroeste: Santa Coloma de Queralt (Tarragona)        | Sur: Santa Coloma de Queralt (Tarragona) y San Martín de Tous | Sureste: San Martín de Tous |

## Demografía
Argensola cuenta con una población de 237 habitantes (INE 2024).
| Gráfica de evolución demográfica de Argensola entre 1842 y 2021 |
| |
| Población de derecho según los censos de población del INE. Población de hecho según los censos de población del INE.En estos censos se denominaba Argensola: 1842, 1857, 1860, 1877, 1887, 1897, 1900, 1910, 1920, 1930, 1940, 1950, 1960, 1970 y 1981. Entre el censo de 1857 y el anterior, crece el término del municipio porque incorpora a Clariana, Carbessi, Porquerinas y Rocamora. |

- Evolución demográfica de Argensola desde 1998 hasta 2009

| 1998 | 1999 | 2000 | 2001 | 2002 | 2003 | 2004 | 2005 | 2006 | 2008 | 2009 |
| ---- | ---- | ---- | ---- | ---- | ---- | ---- | ---- | ---- | ---- | ---- |
| 163  | 195  | 196  | 188  | 195  | 202  | 209  | 210  | 209  | 230  | 240  |

## Elecciones municipales
- Resultado de las elecciones municipales del año 2003.

| Partido | Votos       | Concejales |
| ------- | ----------- | ---------- |
| ERC-AM  | 92 (61,74%) | 4          |
| CiU     | 28 (18,79%) | 1          |
| AM      | 17 (11,41%) | 0          |
| PM      | 14 (9,40%)  | 0          |

## Símbolos
El municipio de Argensola dispone de un escudo que se define por el siguiente blasón:
«Escudo en forma de losange con ángulos rectos: de gules, 3 piñas de oro. Por timbre una corona de marqués.»
Fue aprobado el 17 de enero de 1997. Las tres piñas de oro sobre campo de gules son las armas tradicionales de los Argensola, señores del pueblo. La corona hace referencia al marquesado de Argensola, obtenido en 1702 por Jeroni de Rocabertí Argençola.

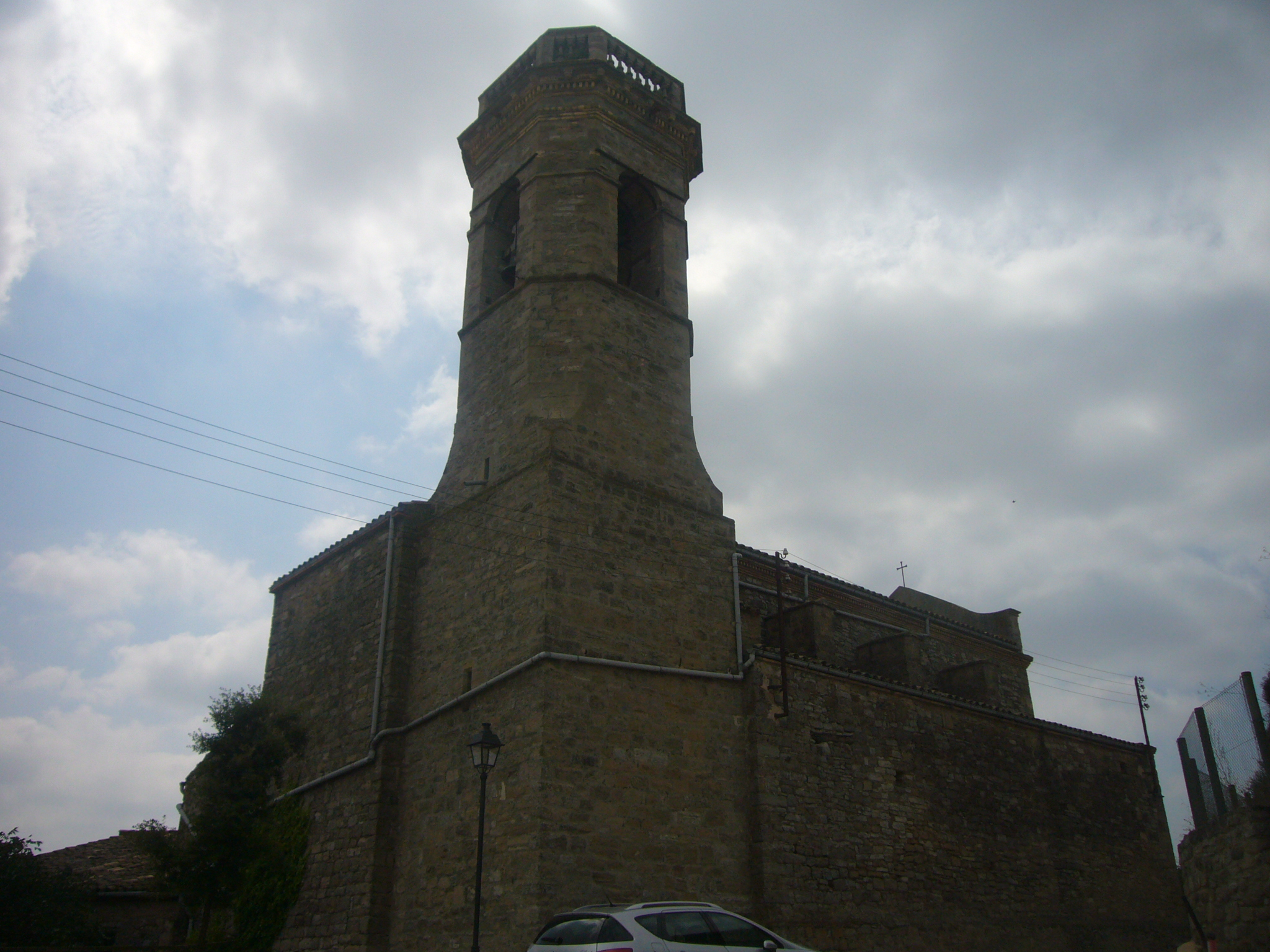
Iglesia de San Lorenzo de Argensola

## Lugares de interés
- Castillo de Argensola, del siglo XI.
- Iglesia de San Lorenzo de Argensola, del siglo XIX
- Torre medieval, del s. XII-XIII en el núcleo de Contrast.
- Iglesia de San Mauro de Contrast, románica.